# Paris
Paris (grško Πάρις) je bil v grški mitologiji trojanski princ, sin kralja Priama in brat Hektorja. Z ugrabitvijo Helene, špartanske kraljice, je sprožil trojansko vojno, v kateri je s puščico v peto ustrelil Ahila in ga ubil.
Prerokbe ob Parisovemu rojstvu so napovedovale, da bo otrok prinesel propad Troje, zato so ga starši v upanju, da tam ne bo zašel v težave, poslali s pastirji na goro Ida .
Boginje Hera, Atena in Afrodita so bile skupaj z ostalimi Olimpijci povabljene na praznovanje (prisiljene) poroke med Pelejem in Tetido (kasneje se jima je rodil sin Ahil). Boginja prepira Erida zavoljo svoje nagnjenosti k netenju sporov na svatbo ni bila povabljena, zato je iz maščevanja med svate vrgla zlato jabolko z napisom »Najlepša«. Med tremi poprej omenjenimi boginjami je slednje nemudoma postalo »jabolko spora«, saj se niso mogle dogovoriti, katera od njih si ga resnično zasluži. Za razsodnika v sporu je bil izbran Paris, zato ga je vsaka boginja nemudoma skušala pridobiti z obljubami: Hera mu je ponudila politično moč in oblast nad vso Azijo, Atena spretnost v boju, Afrodita pa najlepšo žensko na svetu - Heleno, ženo spartanskega kralja Menelaja. Paris je odločil, da je najlepša Afrodita, ta odločitev pa je privedla do trojanske vojne
Zaradi svoje lepote je Helena pred poroko imela mnogo snubcev. Da bi vzdržal mir med njimi, je Helenin oče Tindareos vse zaprisegel k zaščiti zakona Helene in njenega izbranca (Menelaja). Ko je Paris priplul na ladji, ki jo je zgradil Ferekel, in ugrabil Heleno (po nekaterih različicah naj bi se Helena zaljubila v Parisa in odšla prostovoljno), je vsa Grčija napadla Trojo.
V Iliadi je Paris upodobljen kot strahopetec; v dvoboju z Menelajem ga reši Afrodita. Njegovo edino junaško dejanje je ustrelitev Ahila z zastrupljeno puščico - zadel ga je v edini ranljivi del, peto, pri čemer je puščico vodil bog Apolon.
Parisa je ubil Filoktet, vendar tega dejanja Homer ne opisuje. Po Parisovi smrti je Heleno poročil njegov brat Deifob, ki ga je kasneje ubil Menelaj, ženo pa odpeljal nazaj v Sparto.